# Нагороди канадської народної музики
Нагороди канадської народної музики (англ. Canadian Folk Music Awards) — щорічна церемонія нагородження за видатні досягнення канадських музикантів у традиційній і сучасній народній музиці та інших музичних жанрах. Заснована в 2005 році музикантами та представниками фірм звукозапису для відзначення найкращих здобутків канадської народної музики.

## Церемонії нагородження
| Церемонія    | Дата       | Місце                                                                             | Місто                                                                             | Ведучі                                                                            |
| ------------ | ---------- | --------------------------------------------------------------------------------- | --------------------------------------------------------------------------------- | --------------------------------------------------------------------------------- |
| 1 церемонія  | 10.12.2005 | Канадський музей цивілізації                                                      | Гатіно, Квебек                                                                    | Gilles Garand, Конні Калдор                                                       |
| 2 церемонія  | 10.12.2006 | Myer Horowitz Theatre                                                             | Едмонтон, Альберта                                                                | Gilles Garand, Конні Калдор                                                       |
| 3 церемонія  | 01.12.2007 | Канадський музей цивілізації                                                      | Гатіно, Квебек                                                                    | Шела Роджерс, Benoit Bourque                                                      |
| 4 церемонія  | 23.11.2008 | Arts and Cultural Centre                                                          | Сент-Джонс, Ньюфаундленд і Лабрадор                                               | Шела Роджерс, Benoit Bourque                                                      |
| 5 церемонія  | 21.11.2009 | Dominion Chalmers Church                                                          | Оттава, Онтаріо                                                                   | Шела Роджерс, Benoit Bourque                                                      |
| 6 церемонія  | 20.11.2010 | Pantages Playhouse Theatre                                                        | Вінніпег, Манітоба                                                                | Шела Роджерс, Benoit Bourque                                                      |
| 7 церемонія  | 04.12.2011 | Isabel Bader Theatre                                                              | Торонто, Онтаріо                                                                  | Шела Роджерс, Benoit Bourque                                                      |
| 8 церемонія  | 17.11.2012 | Імператорський театр (Imperial Theatre)                                           | Сент-Джон, Нью-Брансвік                                                           | Benoit Bourque                                                                    |
| 9 церемонія  | 10.11.2013 | University of Calgary Theatre                                                     | Калгарі, Альберта                                                                 | Шела Роджерс, Benoit Bourque                                                      |
| 10 церемонія | 29.11.2014 | Центр Бронсона                                                                    | Оттава, Онтаріо                                                                   | Шела Роджерс, Benoit Bourque                                                      |
| 11 церемонія | 08.11.2015 | Театр Цитадель                                                                    | Едмонтон, Альберта                                                                | Конні Калдор, Benoit Bourque                                                      |
| 12 церемонія | 03.12.2016 | Isabel Bader Theatre                                                              | Торонто, Онтаріо                                                                  | Jean Hewson, Benoit Bourque                                                       |
| 13 церемонія | 19.11.2017 | Центр Бронсона                                                                    | Оттава, Онтаріо                                                                   | Jean Hewson, Benoit Bourque                                                       |
| 14 церемонія | 01.12.2018 | The Gateway                                                                       | Калгарі, Альберта                                                                 | Джеймс Кілаган, Benoit Bourque                                                    |
| 15 церемонія | 04.04.2020 | Церемоні] скасованs через пандемію COVID-19 у Канаді; переможців оголосили онлайн | Церемоні] скасованs через пандемію COVID-19 у Канаді; переможців оголосили онлайн | Церемоні] скасованs через пандемію COVID-19 у Канаді; переможців оголосили онлайн |
| 16 церемонія | 10.04.2021 | Церемоні] скасованs через пандемію COVID-19 у Канаді; переможців оголосили онлайн | Церемоні] скасованs через пандемію COVID-19 у Канаді; переможців оголосили онлайн | Церемоні] скасованs через пандемію COVID-19 у Канаді; переможців оголосили онлайн |
| 17 церемонія | 03.04.2022 | Delta Hotel                                                                       | Шарлоттаун, Острів Принца Едварда                                                 | Hosts TBA                                                                         |

## Нагороди

### Класичний канадський альбом
| Рік  | Нагороджений(а) | Альбом     |
| ---- | --------------- | ---------- |
| 2008 | Ґордон Лайтфут  | Lightfoot! |

### Традиційний альбом року
Нагорода призначена для солістів або ансамблів, виконавців вокальної або інструментальної традиційної народної музики.
| Рік  | Нагороджений(а)                     | Альбом                      |
| ---- | ----------------------------------- | --------------------------- |
| 2005 | Le Vent du Nord                     | Les Amants du Saint-Laurent |
| 2006 | Nicolas Boulerice et Olivier Demers | Un peu d'ci, Un peu d'ça    |
| 2007 | La Part du Quêteux                  | Paye la Traite              |
| 2008 | Genticorum                          | La Bibournoise              |
| 2009 | James Hill & Anne Davison           | True Love Don't Weep        |
| 2010 | The Once                            | The Once                    |
| 2011 | Genticorum                          | Nagez Rameurs               |
| 2012 | Metis Fiddler Quartet               | Northwest Voyage Nord Ouest |
| 2013 | Мері Джейн Лемонд Венді Макайзек    | Seinn                       |
| 2014 | Còig                                | Five                        |
| 2015 | Метью Берн                          | Hearts and Heroes           |
| 2016 | Yann Falquet and Pascal Gemme       | Princes et habitants        |
| 2017 | Cassie and Maggie                   | The Willow Collection       |
| 2018 | Метью Берн                          | Horizon Lines               |
| 2020 | The Slocan Ramblers                 | Queen City Jubilee          |
| 2021 | Beòlach                             | All Hands                   |
| 2022 | Braden Gates                        | Kitchen Days                |

### Сучасний альбом року
Нагорода призначена для сольних виконавців, груп або дуетів, що грають інструментальну музику або співають сучасну народну музику. До 2008 року ця премія мала назву «Найкращий альбом – сучасний».
| Рік  | Нагороджений(а)                 | Альбом                        |
| ---- | ------------------------------- | ----------------------------- |
| 2005 | Nathan                          | Jimson Weed                   |
| 2006 | Penny Lang                      | Stone & Sand & Sea & Sky      |
| 2007 | The Duhks                       | Migrations                    |
| 2008 | Люк Дюсет, і гітара Білий сокіл | Blood's Too Rich              |
| 2009 | Джоел Плескет                   | Three                         |
| 2010 | Джон Ворт Геннем                | Queen's Hotel                 |
| 2011 | Брюс Кокберн                    | Small Source of Comfort       |
| 2012 | The Deep Dark Woods             | The Place I Left Behind       |
| 2013 | Джастін Ретлідж                 | Valleyheart                   |
| 2014 | The Strumbellas                 | We Still Move On Dance Floors |
| 2015 | Кетрін Маклеллен                | The Raven's Sun               |
| 2016 | Дейвід Франсей                  | Empty Train                   |
| 2017 | Абіґейл Лепелл                  | Hide Nor Hair                 |
| 2018 | Донован Вудс                    | Both Ways                     |
| 2020 | The Small Glories               | Assiniboine & the Red         |
| 2021 | Вільям Прінс                    | Reliever                      |
| 2022 | Еллісон Рассел                  | Outside Child                 |